# Ulrich von Zell

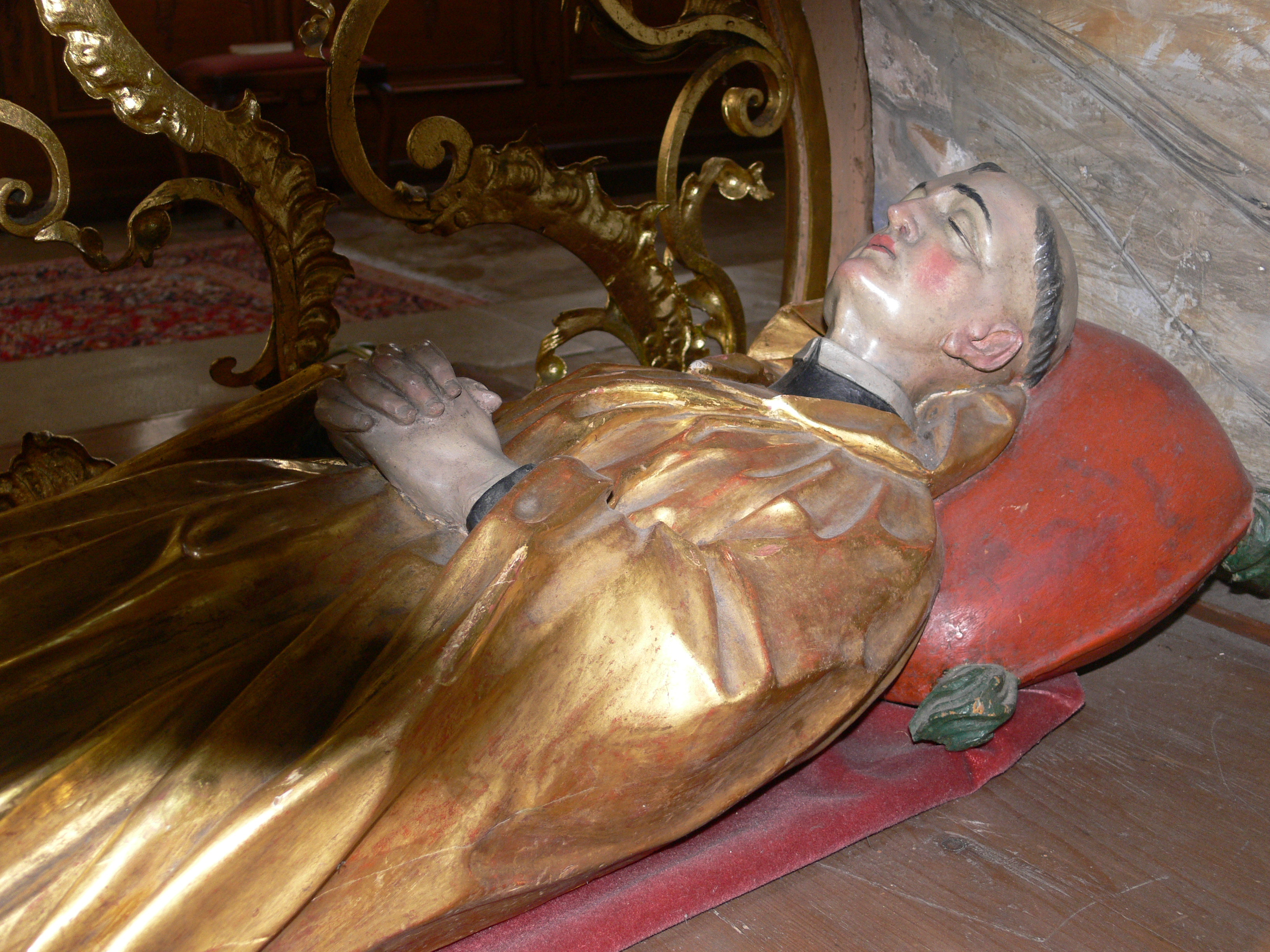
Grab des hl. Ulrich in der ehem. Klosterkirche St. Ulrich im Schwarzwald mit Figur von Matthias Faller, 18. Jahrhundert

Ulrich von Zell (* ca. 1029 in Regensburg; † 14. Juli 1093 in St. Ulrich im Schwarzwald), auch Ulrich von Regensburg, Ulrich von Cluny, Ulrich vom Möhlinstal oder Ulrich vom Breisgau genannt, war ein Benediktiner und Gründer u. a. des Klosters St. Ulrich im Schwarzwald. Er wird regional als Heiliger verehrt; sein Festtag ist der 14. Juli.
Als profilierter Vertreter des von der burgundischen Abtei Cluny ausgehenden benediktinischen Reform-Mönchtums erscheint in der 2. Hälfte des 11. Jahrhunderts Ulrich von Zell/Cluny. Der um 1029 geborene Ulrich war der Sohn eines Regensburger Kaufmanns Bernwald. Über seine Mutter, Bucca, war er mit dem Hl. Bischof Ulrich von Augsburg verwandt. Seine Eltern sollen, da sie schon lange auf Kinder warteten, dem Hl. Magnus von Füssen gelobt haben, ein gesundes Kind dem Dienst in der Kirche zu widmen. Er war ein Patenkind Kaiser Heinrichs III. (1039–1056) und erhielt zusammen mit Wilhelm von Hirsau im Regensburger Kloster Sankt Emmeram seine geistliche Ausbildung. Er war ab 1044 Mitglied der kaiserlichen Hofkapelle, aus der er wahrscheinlich wegen Konspiration seines Vaters mit den feindlichen Ungarn ausscheiden musste.
Sein Onkel väterlicherseits, Bischof Nitger von Freising nahm Ulrich auf und berief ihn zum Generalvikar des Bistums. Auf der Suche nach seiner Berufung unternahm er ca. 1051 eine abenteuerliche Pilgerfahrt ins Heilige Land, während der sein Amt einem Anderen übertragen wurde. Eine Klostergründung auf einem ihm in Regensburg gehörenden Landbesitz scheiterte am Widerstand des Regensburger Bischofs Otto. Vermutlich bekannte sich Ulrich schon damals zu den Reformen, die ihn um das Jahr 1063 zum Eintritt in das Kloster Cluny führten. Als Beichtvater und Berater des bedeutenden Abtes Hugo (1048–1109) entfaltete Ulrich mit seiner asketischen Haltung vielfältige Wirkung. Die Beteiligung an der Gründung des Priorats Rüeggisberg (nach 1070/1071) und die Leitung des Priorats Peterlingen (Payerne; um und nach 1075) gehören hierher. Ulrich geriet dort jedoch mit dem Bischof Burkhard aneinander, den er ob seines weltlichen Lebenswandels kritisierte. Zurückgekehrt nach Cluny verfasste Ulrich eine Biografie des Markgrafen Hermann I. (Baden), der ebenfalls in Cluny als einfacher Mönch eingetreten war. Auf Bitte seines Jugendfreundes Abt Wilhelm von Hirsau (1069–1091) verfasste und übersandte Ulrich die von ihm in Cluny zwischen 1079 und 1086 aufgezeichneten Consuetudines (Antiquiores consuetudines Cluniacensis monasterii), ein für die Geschichte der Cluniazensischen Reform bedeutendes Werk in drei Bänden.
Abt Hugo von Cluny, bei dem Ulrich nach Aussage seiner Biographen eine besondere Vertrauensstellung genoss und für den er Ende der 1070er-Jahre Gesandtschaftsreisen unternahm, entsandte Ulrich vermutlich zu Beginn der 1080er-Jahre in den Breisgau, wo der Adlige Hesso, Mitglied einer weit verzweigten südwestdeutschen Adelssippe, nach Ausweis der kaiserlichen Schenkungsbestätigung vom 27. Juli 1072 dem Kloster Cluny in Rimsingen Besitz in der Absicht einer Klostergründung überlassen hatte und das wenige Jahre später in das benachbarte Grüningen verlegt worden war. Da Ulrich nach Angabe seiner Biographen die Lage an der belebten Handelsstraße jedoch zu unruhig erschien, verlegte er den Konvent 1087 mithilfe des Bischofs von Basel, Burkhard von Fenis, in das stille Tal der Möhlin, als dessen Prior er bis zu seinem Tod wirkte und woher St. Ulrich im Schwarzwald mit seiner Klosteranlage von Peter Thumb seinen späteren Namen erhielt. Ulrich setzte sich gemeinsam mit den Äbten Wilhelm von Hirsau und Siegfried von Schaffhausen für die Wahl des reformorientierten Gebhard III. von Zähringen zum Bischof von Konstanz ein. Um 1090 erblindete Ulrich, am 14. Juli 1093 starb er in seinem Priorat, nachdem ihn Abt Hugo vergeblich um Rückkehr nach Cluny gebeten hatte. In verschiedenen Viten wird Ulrich als Heiliger dargestellt und als solcher in der Erzdiözese Freiburg und im Bistum Lausanne-Genf-Fribourg verehrt.